# 霍恩堡 (下萨克森)
霍恩堡是德国下萨克森州的一个市镇。总面积22.11平方公里，总人口2452人，其中男性1223人，女性1229人（2011年12月31日），人口密度111人/平方公里。